# Anita Malfatti
Anita Catarina Malfatti, brazilska slikarka, risarka, vrezovalka in učiteljica, * 2. december 1889, São Paulo, † 6. november 1964, São Paulo.
1. 1 2  Enciclopédia Itaú Cultural — São Paulo: Itaú Cultural, 2001. — ISBN 978-85-7979-060-7
2. 1 2  data.bnf.fr: platforma za odprte podatke — 2011.